# Genii
Los Genii son un pueblo humano ficticio en el universo de Stargate. Habitan en la Galaxia Pegaso, que aparece en la serie Stargate Atlantis

## Descripción
Para los forasteros, parecen ser simples granjeros. Sin embargo, los Genii poseen un nivel tecnológico casi igual que al de la Tierra en 1940, con electricidad, pantallas monocromáticas y una producción en masa de armas de fuego. Solían ser una confederación de planetas, pero al convertirse en blanco de los Wraith, huyeron a búnkers subterráneos en uno de los planetas.
Generaciones atrás, los supervivientes se establecieron en estos lugares, abandonados después de la guerra, y allí construyeron su sociedad, expandiéndose a lo largo de bases subterráneas. Centraron sus esfuerzos en un programa para desarrollar armas nucleares, para atacar con ellas a los Wraith. Sin embargo, al no descubrir la forma de hacer un detonador apropiado, o de enriquecer uranio de forma efectiva, no podían actuar. En ese punto fueron encontrados por la expedición Atlantis.
Se mostraron enfurecidos con el equipo Atlantis por haber despertado de su hibernación a los Wraith antes de lo previsto, pero accedieron a ayudarse mutuamente. Tras una acción conjunta que falló, el intento de colocar una bomba en una nave de los Wraith, estos empezaron a considerarse enemigos de la expedición Atlantis.
Los Genii, dirigidos por Acastus Kolya, intentaron invadir y capturar ciudad de Atlantis cuando la mayoría del personal había escapado por una inminente tormenta, pero este intento fue frustrado gracias a la ayuda de John Sheppard. En otro planeta, Kolya y Sheppard combatieron por conseguir un ZPM, pero ninguno lo obtuvo. Lo único logrado fue el intercambio de dos bombas nucleares por C-4 y un prisionero Genii tomado durante el ataque a Atlantis. Los Genii buscaban el C-4 para detonar sus bombas.
Posteriormente, la ayuda del personal de Atlantis resultaría decisiva para la eliminación del comandante Cowen, un líder Genii, alzándose con el poder el jefe científico, Ladon Radim. A partir de ese momento, y dada la promesa por parte de los de Atlantis de tratar a los enfermos por radiación entre los Genii, las relaciones entre ambos toman un rumbo menos agresivo.
- Datos: Q2736036